# Farshad Salehian
Farshad Salehian (* 9. Mai 1987) ist ein ehemaliger iranischer Radrennfahrer.
Salehian fuhr von 2007 bis 2013 beim iranischen Continental Team Islamic Azad Univercity. In seiner ersten Saison dort konnte er eine Etappe bei der Aserbaidschan-Rundfahrt  für sich entscheiden.

## Erfolge
2007
- eine Etappe Aserbaidschan-Rundfahrt

## Teams
- 2007 Islamic Azad Univercity
- 2008 Islamic Azad Univercity
- 2009 Azad University Iran
- 2010 Azad University Iran
- 2011 Azad University
- 2012 Azad University Cross Team
- 2013 Azad University Giant Team